# Francisco de Paula Toro
Francisco de Paula Toro o Francisco de Paula y Toro (1799-1 de diciembre de 1840) fue un militar y político neogranadino. Nacido en Cartagena de Indias, hoy Colombia, y fallecido en Tlacotalpan, estado de Veracruz, México. Gobernador interino de Yucatán en dos periodos, en 1834 y después de 1835 - 1837. Estuvo vinculado familiarmente y fue promovido por Antonio López de Santa Anna quien impulsó su carrera política en la península de Yucatán.

## Datos históricos
Llegó a México muy joven. Fue cuñado de Antonio López de Santa Anna, habiendo casado con su hermana Mercedes, y gracias a ello ascendió con rapidez en la carrera militar. En 1834 se pronunció en Campeche por el sistema centralista que promovía Santa Anna en la capital de la república y combatió contra los federalistas yucatecos. Fue gobernador de Yucatán en 1834 pero su mandato fue declarado inconstitucional e impedido de continuar gobernando por lo que a los pocos meses de asumir el mando tuvo que dejarlo. Otra vez fue gobernador, esta vez interino, de 1835 a 1837. Trasladó los poderes públicos del estado de Yucatán que habían estado tradicionalmente en Mérida al puerto de Campeche.

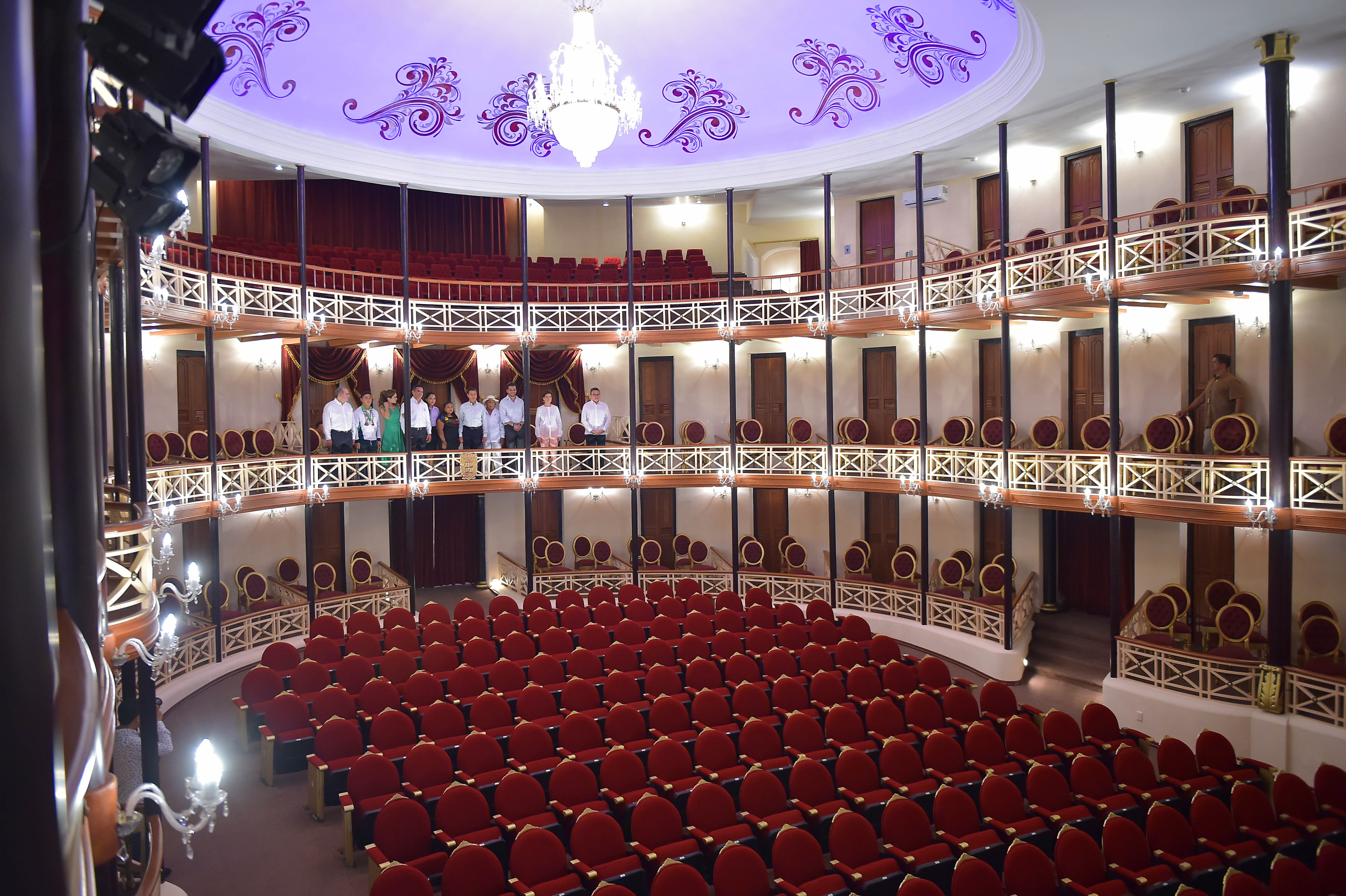
Interior del Teatro Francisco de Paula Toro

Construyó en San Francisco de Campeche un teatro al que un poco después se puso su nombre. También realizó el proyecto de un conocido parque público denominado Alameda Francisco de Paula Toro en el centro histórico de la ciudad, el primer paseo con que contó el puerto.
Murió a los 41 años de edad, el 1 de diciembre de 1840, en Tlacotalpan, Veracruz.